# Anna Serrallonga Arqués
Anna Serrallonga Arqués (Barcelona, 7 de juny de 1989) és una orientadora catalana, especialitzada en curses d'orientació de diversa distància.
Residint a Antwerpen, a Bèlgica, ha estat membre del Club Esportiu Go-Xtrem, i ha aconseguit proclamar-se quatre vegades campiona de Catalunya de relleus els anys 2005, 2006, 2007 i 2008, i un cop de mitjana distància el 2009, i llarga distància també el 2009. En l'àmbit estatal, es proclamà campiona d'Espanya de relleus els anys 2010 i 2013, de mitjana i llarga distància el 2013. També assolí les medalles de bronze de mitjana distància i relleus als Campionats del Món universitaris el 2012. El 2010 debutà al Campionat del Món absolut, competició que disputà per quarta vegada el 2013. Des del 2006 forma part de la selecció catalana. A més de membre del Club Esportiu Go-Xtrem, també ha format part del club ASO Sillery, del club suec OK Skogshjortarna, i del club belga Trol.